# Avga choaspes
Avga choaspes är en stekelart som beskrevs av Nixon 1940. Avga choaspes ingår i släktet Avga och familjen bracksteklar. Inga underarter finns listade.